# Antonio Frilli
Antonio Frilli (1830 ? – 1902) è stato uno scultore italiano specializzato nella produzione di statue in marmo e alabastro per committenti pubblici e privati.

## Biografia
Nel 1860, Frilli fondò il suo primo ed esclusivo Atelier in via dei Fossi a Firenze, dove lavorò con pochi assistenti. Si dedicò alla creazione di statue di media grandezza di alabastro finemente decorato con pittura, e alla scultura di grandi statue in marmo di Carrara per ville private e cimiteri monumentali. I suoi lavori decorano cimiteri famosi come il Cimitero delle Porte Sante e il Cimitero degli Allori . Un ritratto in marmo dello scultore fu eseguito nel suo atelier dopo la sua morte, e fu posto nella sua tomba di famiglia nel Cimitero degli Allori.
Frilli e la sua galleria erano ben conosciuti in Europa, negli Stati Uniti e Australia, per le sue presenze in molte manifestazioni fieristice ed esibizioni di carattere mondiale. Fu presente all'Esposizione Centennale di Philadelphia del 1876; nel 1881 le sue statue e i suoi arredi da giardino furono esibiti nel padiglione italiano a Melbourne in Australia.
Nel 1904, due anni dopo la morte di Frilli, suo figlio Umberto partecipò alla Louisiana Purchase Exposition a St. Louis nel Missouri, dove uno dei lavori del padre, una scultura raffigurante una donna su un'amaca (Nude Sleeping in a Hammock) realizzata in marmo bianco di Carrara, vinse il Grand Prize e sei medaglie d'oro. Nel 1999, lo stesso pezzo fu venduto da Sotheby's con un'asta stimata $800,000.
Successivamente, la scultura di Frilli  Sweet Dreams realizzata nel 1892, che raffigura un nudo di donna reclinata su un'amaca a grandezza naturale che fu esibita all'Esposizione internazionale Panama-Pacifico di San Francisco (1915), fu venduta da una casa d'aste a Los Angeles.
Nel 2013 l'autore Gary Rinehart ha pubblicato Nude Sleeping in a Hammock, un racconto romanzato sui proprietari della statua dal 1892 e di come questa scultura abbia influito sulla loro sorte.